# إدواردو كيليدا
إدواردو كيليدا خوانتيغي (بالإسبانية: Eduardo Chillida) (10 يناير 1924 - 19 أغسطس 2002)، نحات من الباسك الإسباني يشتهر بأعماله التجريدية الضخمة.

## معرض صور

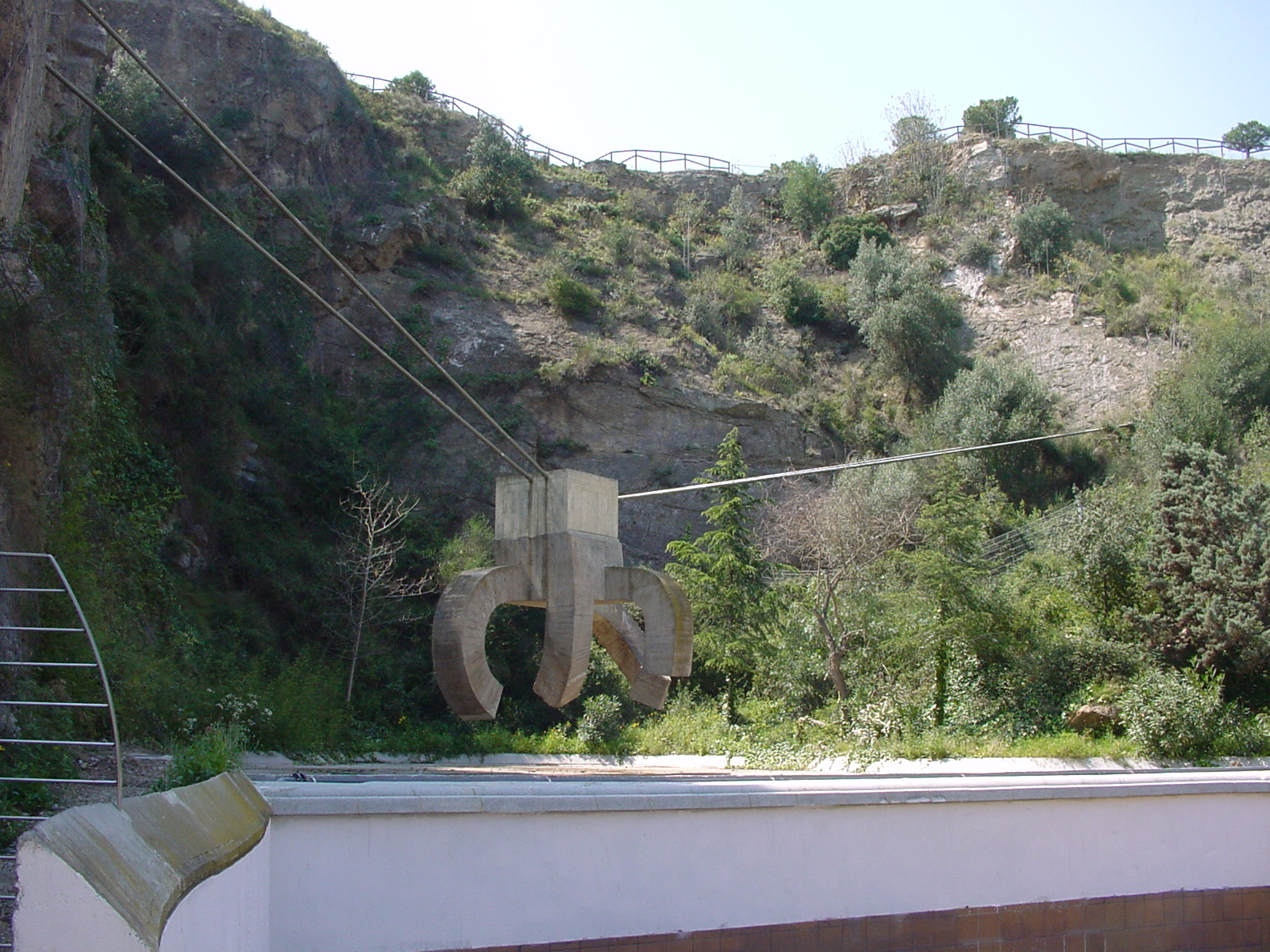
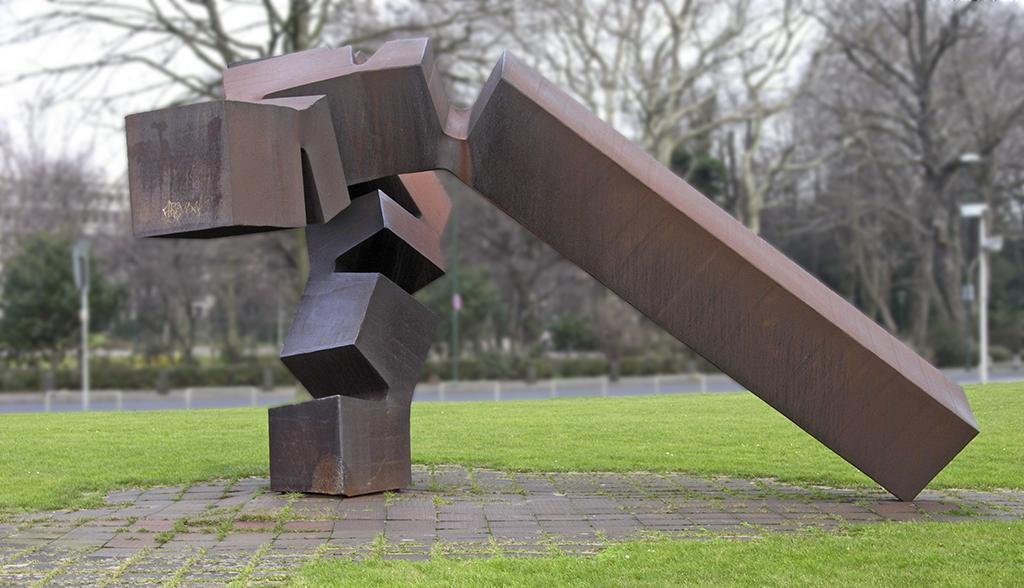
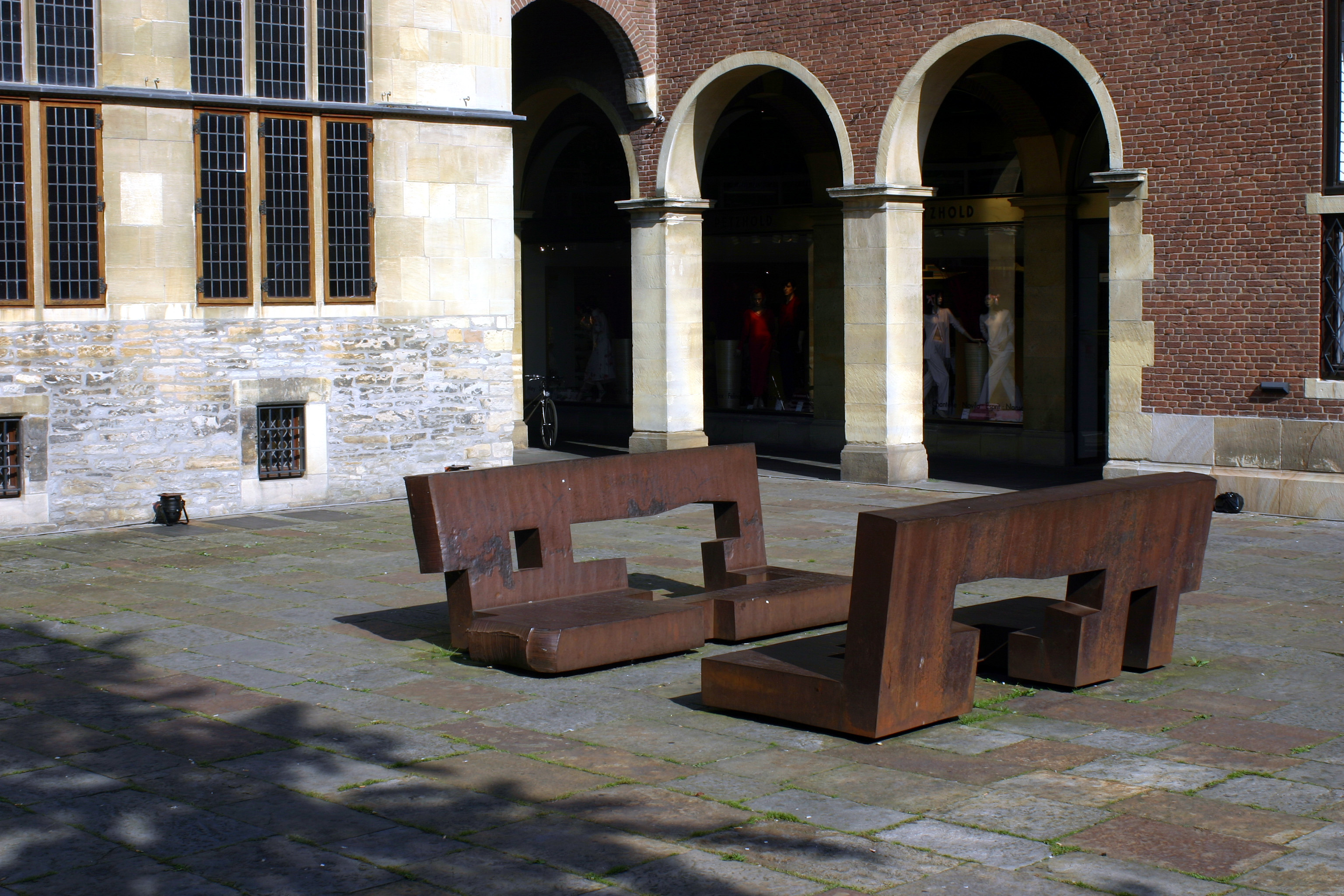
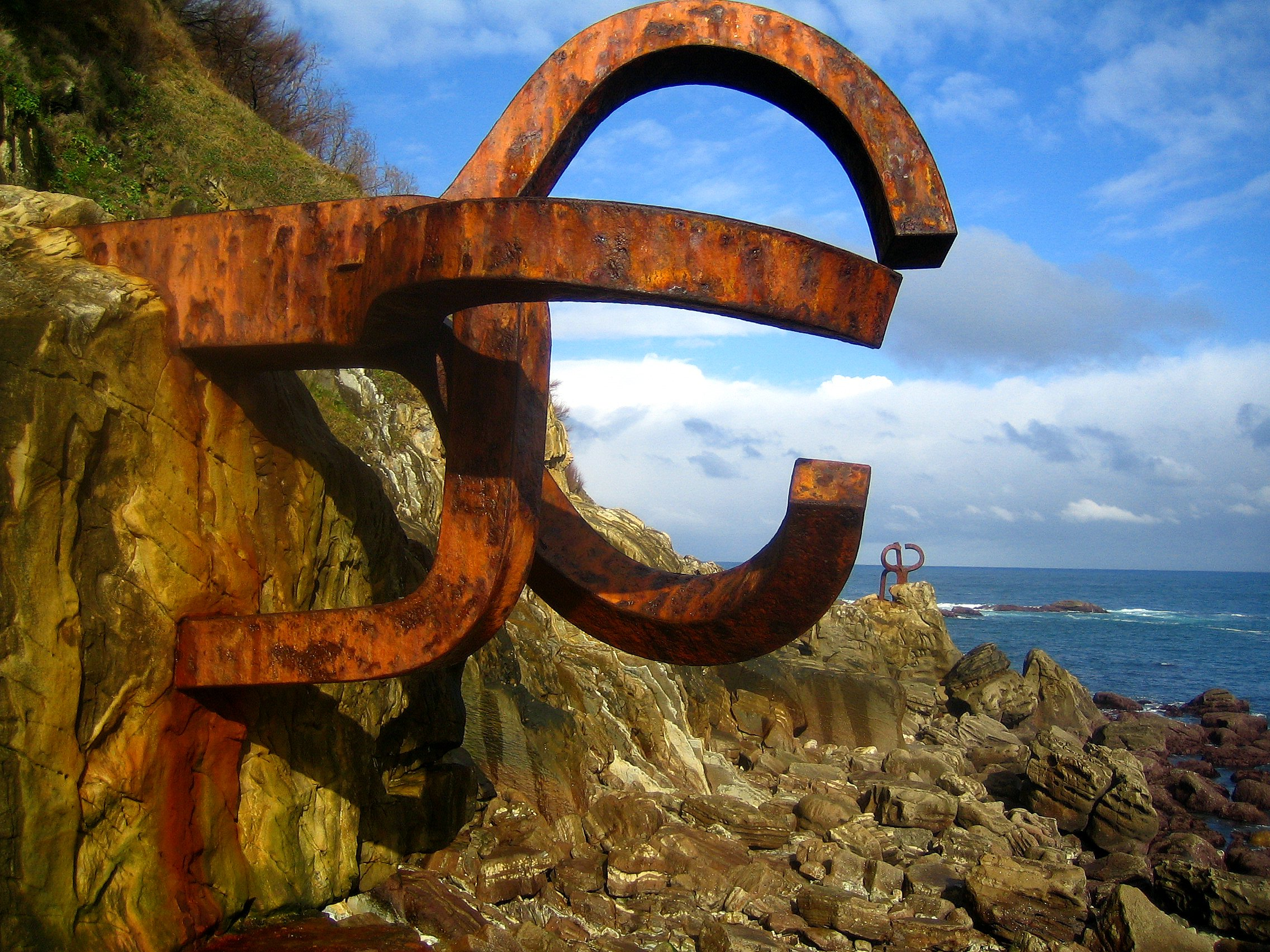

## روابط خارجية
- إدواردو كيليدا على موقع الموسوعة البريطانية (الإنجليزية)
- إدواردو كيليدا على موقع مونزينجر (الألمانية)
- إدواردو كيليدا على موقع ميوزك برينز (الإنجليزية)
- إدواردو كيليدا على موقع ديسكوغز (الإنجليزية)